# Lignin

Prekurzory ligninu, p-kumarylalkohol (1), koniferylalkohol (2), sinapylalkohol (3)

Lignin je důležitou stavební složkou dřeva zabezpečující dřevnatění jeho buněčných stěn. Obsah ligninu tvoří zhruba 26 až 35 procent hmotnosti dřeva a je nižší u jehličnanů než u listnatých stromů. Lignin je po celulóze druhou nejčastější organickou sloučeninou na Zemi, tvoří 25 % rostlinné biomasy. V největším množství se objevuje v sekundární buněčné stěně rostlinných buněk. Sekundární buněčnou stěnu tvoří především xylémové cévy a tracheidy. Vyskytuje se také v obilovinách, otruby obsahují kolem 8 % ligninu.

## Funkce ligninu v organismu dřeviny
Lignin plní hydrofobní funkci. Jeho hlavním úkolem je spojování mezibuněčných vláken a zpevnění celulózových molekul v rámci buněčných stěn. Dřevu dodává pevnost především v tlaku. Při využití dřeva jako paliva je množství ligninu klíčové a spoluurčuje jeho výhřevnost. Způsob, jak za pomoci rostlinných hormonů zvýšit produkci ligninu v rostlinách, si nechal patentovat tým českých a norských vědců pod vedením Jana Hejátka z výzkumného institutu Ceitec.

## Chemické složení ligninu
Lignin je vysokomolekulární polyfenolická amorfní látka. Základní stavební jednotkou jsou deriváty fenylpropanu (fenylpropanoidy), které označujeme jako prekurzory ligninu. Jsou to p-kumarylalkohol, koniferylalkohol a sinapylalkohol. Tyto prekurzory jsou vázány do trojrozměrných struktur etherovými vazbami nebo vazbami mezi dvěma uhlíky. Je kovalentně vázán na polysacharidy.
Lignin postrádá pravidelnou strukturu a opakující se jednotky, které nacházíme u jiných přírodních polymerů jako je například celulóza. Z tohoto důvodu se na lignin pohlíží nikoliv jako na samostatnou sloučeninu, ale jako na směs fyzikálně a chemicky heterogenních látek, jejichž strukturu lze interpretovat modely. Takový model pak ilustruje typy jednotlivých složek a možné vazby mezi nimi.
- Ligniny ve dřevě jehličnatých dřevin

Označovány jako guajacyl ligniny
koniferylalkohol (až 95 %) + p-kumarylalkohol (do 5 %)
- Ligniny ve dřevě listnatých dřevin

Označovány jako guajacyl-syringylové ligniny
koniferylalkohol + sinapylalkohol — vysoká variabilita v jejich zastoupení v závislosti na konkrétním druhu dřeviny

## Syntéza ligninu
Syntéza ligninu probíhá extracelulárně, tedy přímo v buněčné stěně. Jednotlivé prekurzory ligninu jsou vytvářeny v Golgiho aparátu a přenášeny ven z protoplastu, kde jsou aktivovány peroxidem vodíku a v následné radikálové reakci vytváří vazby nejen mezi sebou, ale i se všemi ostatními složkami buněčné stěny.

## Vliv tepla na lignin
Lignin je tepelně málo stálý, jeho rozklad začíná už při cca 140 °C. Důsledkem je hnědnutí dřeva.
Je termoplastický a vyznačuje se absorpcí světla.